# Бадија А Руоти (Арецо)
Бадија А Руоти је насеље у Италији у округу Арецо, региону Тоскана.
Према процени из 2011. у насељу је живело 209 становника. Насеље се налази на надморској висини од 261 м.